# Велика Британія на літніх Олімпійських іграх 1984
На літніх Олімпійських іграх 1984 року Велику Британію представляло 337 спортсменів (229 чоловіків та 108 жінок). Вони завоювали 5 золотих, 11 срібних і 21 бронзових медалей, що вивело збірну на 11-е місце у неофіційному командному заліку.

## Медалісти
| Медаль | Спортсмен | Вид спорту            | Дисципліна                                              |
| ------ | --- | --------------------- | ------------------------------------------------------- |
| Золото | Себастьян Коу | Легка атлетика        | Чоловіки, 1500 м                                        |
| Золото | Дейлі Томпсон | Легка атлетика        | Чоловіки, десятиборство                                 |
| Золото | Тесса Сандерсон | Легка атлетика        | Жінки, метання списа                                    |
| Золото | Річард Баджетт Мартін Кросс Едріан Еллісон Енді Голмс Стівен Редгрейв | Академічне веслування | Чоловіки, четвірки розпашні з рульовим                  |
| Золото | Малькольм Купер | Стрільба              | Чоловіки, малокаліберна гвинтівка з трьох позицій, 50 м |
| Срібло | Себастьян Коу | Легка атлетика        | Чоловіки, 800 м                                         |
| Срібло | Стів Крем | Легка атлетика        | Чоловіки, 1500 м                                        |
| Срібло | Майкл Маклеод | Легка атлетика        | Чоловіки, 10 000 м                                      |
| Срібло | Крісс Акабусі Тодд Беннетт Філіп Браун Гаррі Кук | Легка атлетика        | Чоловіки, естафета 4 × 400 м                            |
| Срібло | Девід Оттлі | Легка атлетика        | Чоловіки, метання списа                                 |
| Срібло | Венді Слай | Легка атлетика        | Жінки, 3000 м                                           |
| Срібло | Шерлі Стронг | Легка атлетика        | Жінки, 100 м з бар'єрами                                |
| Срібло | Майкл Вітекер Стівен Сміт Джон Вітекер Тімоті Грабб | Кінний спорт          | Конкур, командне першість                               |
| Срібло | Вірджинія Ленг Іян Старк Діана Клафем Люсінда Ґрін | Кінний спорт          | Триборство, командна першість                           |
| Срібло | Ніл Адамс | Дзюдо                 | Чоловіки, до 78 кг                                      |
| Срібло | Сара Гардкасл | Плавання              | Жінки, 400 м вільним стилем                             |
| Бронза | Чарльз Спеддінг | Легка атлетика        | Чоловіки, марафон                                       |
| Бронза | Кіт Коннор | Легка атлетика        | Чоловіки, потрійний стрибок                             |
| Бронза | Кеті Смоллвуд-Кук | Легка атлетика        | Жінки, 400 м                                            |
| Бронза | Беверлі Годдард Гезер Гант Сімон Джекобс Кетрін Смоллвуд-Кук | Легка атлетика        | Жінки, естафета 4 × 100 м                               |
| Бронза | Сьюзен Герншоу | Легка атлетика        | Жінки, стрибки в довжину                                |
| Бронза | Фатіма Вітбред | Легка атлетика        | Жінки, метання списа                                    |
| Бронза | Роберт Веллс | Бокс                  | Чоловіки, понад 91 кг                                   |
| Бронза | Вірджинія Ленг | Кінний спорт          | Триборство, особиста першість                           |
| Бронза | Збірна Великої Британії з хокею на траві Іян Тейлор Стівен Мартін Пол Барбер Роберт Каттралл Джон Поттер Річард Доддс Вільям Макконелл, Норман Х'юз Девід Весткотт Річард Леман Стівен Бетчелор Шон Керлі Джеймс Даті Кулбір Баура Марк Прешис | Хокей на траві        | Чоловіки                                                |
| Бронза | Ніл Екерслі | Дзюдо                 | Чоловіки, до 60 кг                                      |
| Бронза | Керріт Браун | Дзюдо                 | Чоловіки, до 71 кг                                      |
| Бронза | Беррі Деггер | Стрільба              | Чоловіки, пневматичний пістолет, 10 м                   |
| Бронза | Майкл Салліван | Стрільба              | Чоловіки, малокаліберна гвинтівка лежачи, 50 м          |
| Бронза | Алістер Аллан | Стрільба              | Чоловіки, малокаліберна гвинтівка з трьох позицій, 50 м |
| Бронза | Ніл Кокрен | плавання              | Чоловіки, 200 м комплексним плаванням                   |
| Бронза | Ніл Кокрен Ендрю Естбері Пол Істер Пол Гоув | Плавання              | Чоловіки, естафета 4 × 200 м вільним плаванням          |
| Бронза | Джун Крофт | Плавання              | Жінки, 400 м вільним стилем                             |
| Бронза | Сара Гардкасл | Плавання              | жінки, 800 м вільним стилем                             |
| Бронза | Девід Мерсер | Важка атлетика        | Чоловіки, до 90 кг                                      |
| Бронза | Ноель Лобан | Вільна боротьба       | Чоловіки, до 90 кг                                      |
| Бронза | Пітер Аллам Джонатан Річардс | Вітрильний спорт      | Клас «Летючий голландець»                               |